# Queenscliff
Queenscliff är en ort i Australien. Den ligger i kommunen Queenscliffe och delstaten Victoria, omkring 57 kilometer sydväst om delstatshuvudstaden Melbourne. Antalet invånare är 1 416.
Närmaste större samhälle är Clifton Springs, omkring 15 kilometer nordväst om Queenscliff. 
Genomsnittlig årsnederbörd är 939 millimeter. Den regnigaste månaden är juni, med i genomsnitt 128 mm nederbörd, och den torraste är januari, med 44 mm nederbörd.